# Klavdia (cantant)
Klavdia Papadopoulou (grec: Κλαυδία Παπαδοπούλου; nascut el 2002), coneguda monònimament com a Klavdia, és una cantant grega. Ella representarà Grècia al Festival de la Cançó d'Eurovisió 2025 amb la cançó «Asteromata».

## Carrera musical
Klavdia va guanyar protagonisme el 2018, quan va participar en la cinquena temporada de The Voice of Greece a Skai TV. Durant el càsting, va interpretar la cançó «Roxanne» de The Police, i va guanyar l'aprovació dels quatre membres del jurat, i va formar part de l'equip d'Élena Paparizu. Va continuar la seva trajectòria fins a la fase final del programa, però no va aconseguir classificar-se per als tres finals.
Poc després de la seva experiència al programa de talent, Klavdia va signar un contracte discogràfic amb el segell grec Panik Records, amb el qual va llançar els seus primers senzills, entre ells «Haramanta», certificat doble platí per IFPI Greece per vendre 40.000 unitats, i «Vasanizomai». A finals de 2022, va sol·licitar representar Grècia al Festival de la Cançó d'Eurovisió de 2023. Tot i ser seleccionada entre els finalistes, l'emissora pública de Grècia va acabar escollint Victor Vernicos com a representant nacional a Liverpool. El 2024, va llançar el seu EP de debut homònim Klavdia.
El 10 de gener de 2025, l'emissora grega El·linikí Radiofonia Tileórasi va anunciar Klavdia com un dels participants a Ethnikos Telikos, la nova selecció per decidir el representant de Grècia al Festival d'Eurovisió 2025, amb la cançó «Asteromata». A la selecció nacional, que va tenir lloc el 30 de gener al Centre Olímpic de Galatsi, va actuar com el cinquè concursant de dotze. Gràcies a la seva actuació, va guanyar el primer lloc en la votació global dels jurats internacionals i el vot popular, cosa que va permetre-la representar Grècia a l'escenari d'Eurovisió a Basilea.